# Canyon (fiets)

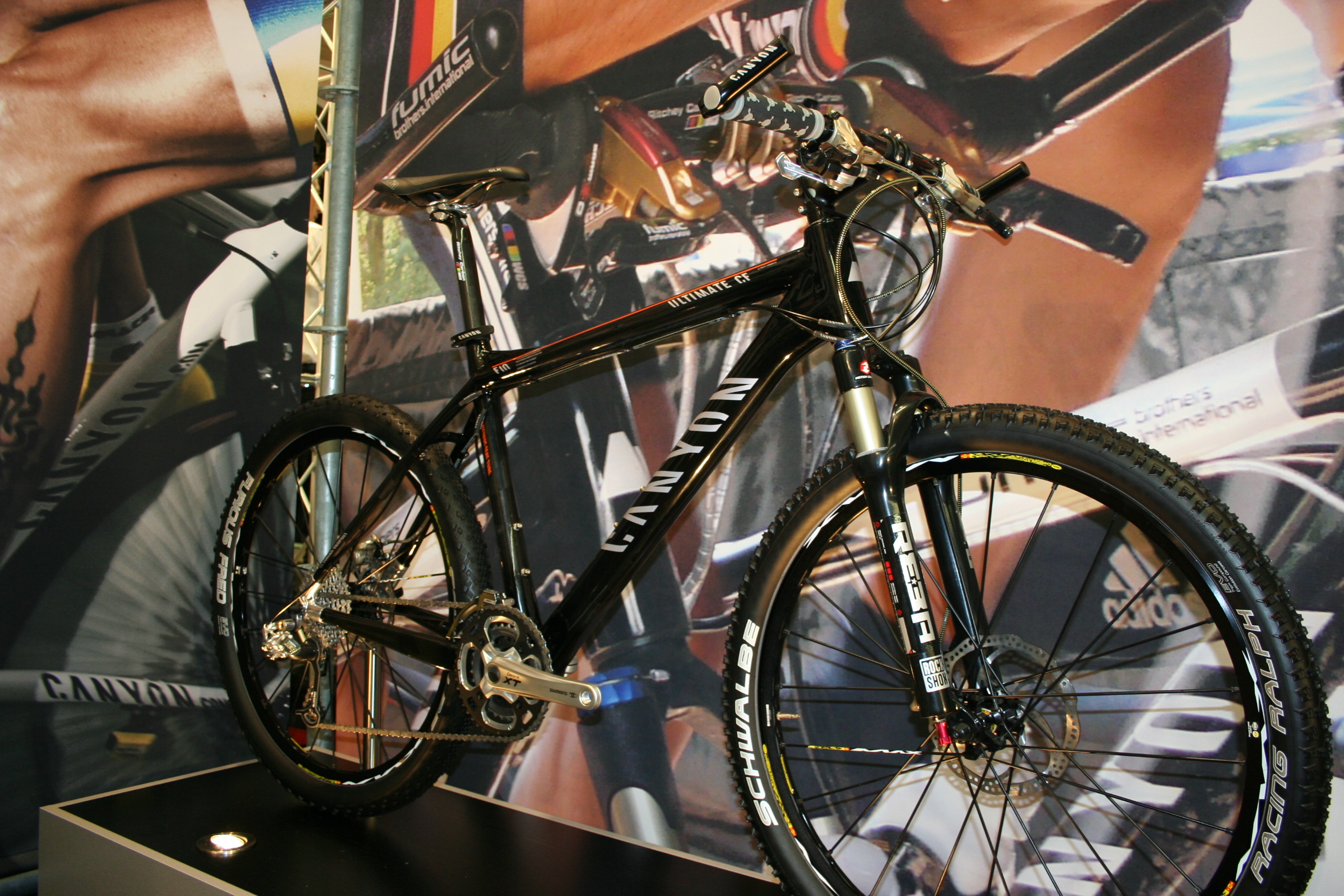
De Canyon Ultimate CF Mountainbike

Canyon Bicycles GmbH (kortweg: Canyon) is een Duitse fabrikant van racefietsen en mountainbikes. Canyon werd vooral bekend omwille van zijn systeem van directe verkoop, waar geen groothandelaars of winkels aan te pas komen.

## Ontstaan
De firma werd in 1985 door Roman Arnold in Koblenz opgericht onder de naam 'Radsport Arnold GmbH'. Aanvankelijk was het bedrijf een vakhandelaar voor de wielersport. In 1996 begon men voor het eerst eigen fietsen te produceren onder de merknaam Canyon.
Het is niet ongewoon dat fietsenhandelaars eigen fietsen in hun aanbod hebben. Revolutionair was wel dat bij Arnold de directe verkoop via internet gebeurde.
In 2001 stapte de firma uit de vakhandel voor de wielersport en legde ze zich volledig toe op de productie van fietsen. De firma heette vanaf nu Canyon Bicycles GmbH. Met Lutz Scheffer (voordien bij Bergwerk en Votec) kon Canyon een voornaam frameontwerper in zijn rangen opnemen. De fietsen worden nog steeds enkel via internet verkocht.
Het hoofdkantoor is nog altijd in Koblenz gevestigd en biedt werk aan 300 medewerkers die instaan voor verkoop, logistiek, marketing en administratie. Daarnaast beschikt de fabrikant over een eigen hypermodern testlaboratorium dat verbonden is aan de universiteit van Pforzheim. Ingenieurs ontwikkelen er alle fietsen en grondstofexperts waken over de kwaliteit van de gebruikte materialen.

## Engagement
Terwijl Canyon in de wielersport nog geen grote rol speelde, genoten de fietsen wel al populariteit bij amateurs en in de triatlon. Radsport Arnold engageerde zich vanaf de oprichting voor triatlon. Het eerste sportcontract werd namelijk in 1985 gesloten met triatleet Jürgen Zäck. Ook vandaag biedt de firma uit Koblenz met het Canyon Tri-Team ondersteuning aan triatleten Katja Rabe, Martin Wagner en Jens Kaiser.
Naast de steun aan triatleten liet Canyon zich opmerken met spectaculaire ontwerpen en technische hoogstandjes. Zo produceerde Canyon in 2005 Project 3.7; een prototype voor een wielerfiets die slechts 3748 gram woog, veel minder dan het gangbare gewicht voor wielerfietsen.
In 2007 slaagde Canyon erin om een UCI ProTourploeg te sponsoren, nl. Unibet.com. De fiets waarmee deze ploeg reed, kon ook door particulieren gekocht worden.
Van 2009 tot 2011 reden de renners van het Belgische Silence-Lotto en later Omega Pharma-Lotto met Canyonfietsen. In 2009 werd Cadel Evans met Canyon wereldkampioen wielrennen in het Zwitserse Mendrisio. Ook Philippe Gilbert reed tijdens zijn succesjaar 2011 met een Canyonfiets en won het individuele eindklassement van de UCI ProTour.
Vanaf 2012 werkte Canyon niet meer samen met Omega Pharma-Lotto, dat voor de Belgische fabrikant Ridley koos, maar wel met UCI ProTourploeg Katusha. Net als Philippe Gilbert weet ook de Spanjaard Joaquim Rodríguez de racefietsen van Canyon te smaken. Ten bewijze zijn individuele overwinningen in het UCI Protourklassement in 2012 en 2013. Canyon heeft nu dus al drie jaar op een rij de nummer één van het wielrennen op de weg in zijn rangen.
Ook de Spaanse UCI ProTourploeg Movistar Team, met toppers als Alejandro Valverde, Nairo Quintana en Spaans kampioen 2013 Jesús Herrada, trekt sinds 2014 ten strijde op Canyonfietsen.
Ook in het mountainbikewereldje laat Canyon zich niet onbetuigd. In 2005 richtte de fietsenfabrikant het Topeak-Ergon Racing Team op dat nu tot de absolute top in de Cross Country en de Marathon behoort. Voor het Topeak-Ergon Racing Team rijden onder meer de huidige Marathonwereldkampioen Alban Lakata, de tweevoudige wereldkampioene Irina Kalentieva, alsook de drievoudige Duitse kampioen Wolfram Kurschat.